# Мейденгед (станція)
51°31′06″ пн. ш. 0°43′22″ зх. д. / 51.51838° пн. ш. 0.72281° зх. д.

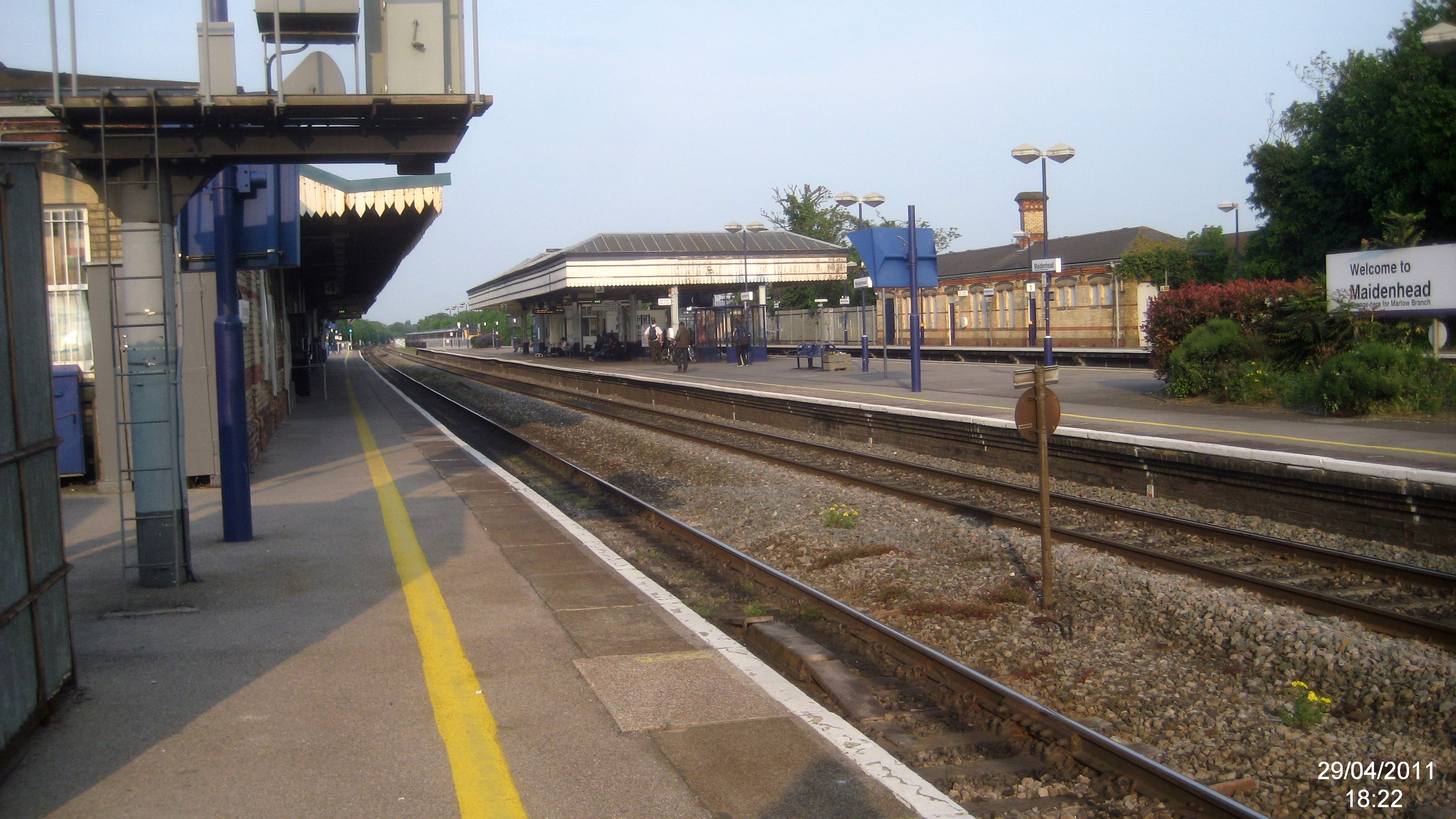
Платформи станції Мейденгед

Мейденгед (англ. Maidenhead) — залізнична станція у Мейденгеді, Беркшир, Англія. Розташована за 39.0 км від Лондон-Паддінгтон, між Твайфорд та Таплоу. Станція обслуговує потяги Great Western Railway та Crossrail, від станції відгалужується залізниця  Marlow Branch Line. Пасажирообіг на 2017/18 — 4.583 млн. осіб
1 листопада 1871 — відкриття станції у складі Great Western Railway

## Послуги
| Попередня станція | Лінія | Лінія                                         | Лінія | Наступна станція |
| ----------------- | ----- | --------------------------------------------- | ----- | ---------------- |
| Твайфорд          |       | Great Western Railway Great Western Main Line |       | Таплоу           |
| Кінцева           |       | Great Western Railway Marlow Branch Line      |       | Ферз-Платт       |
| Твайфорд          |       | Crossrail Elizabeth line                      |       | Таплоу           |